# Emanuel Villa
Emanuel Alejandro „Tito” Villa (Casilda, 1982. február 24. –) argentin labdarúgó, aki jelenleg a mexikói Querétaro csapatában játszik. 2015 óta a CONCACAF-bajnokok ligája sorozatban ő tartja az egy mérkőzésen szerzett gólok rekordját: szeptember 17-én a Querétaro színeiben 5-ször talált be a belizei Verdes FC hálójába.

## Pályafutása

### A kezdetek
Villa a Club Atlético Huracán csapatában kezdte pályafutását 2001-ben. 2003-ban az Atlético Rafaela leigazolta, de a csapat rögtön kiesett az élvonalból, ezért a csatár csalódottságában távozott.
Ezúttal a Rosario Centralhoz került, ahol két évet töltött el. 2006-ban a mexikói Atlas, 2007-ben pedig az UAG Tecos igazolta le.

### Derby County
Villa 2008. január 4-én 2 millió font ellenében a Derby Countyhoz igazolt. Három és fél éves szerződést kötött a Kosokkal. A Wigan Athletic ellen mutatkozhatott be a Premier League-ben.
2008. február 2-án megszerezte első gólját is a Birmingham City ellen. Márciusban a Fulham elleni 2-2-es döntetlen során csapata mindkét találatát ő szerezte.

### Újra Mexikóban
Az Európában töltött rövid időszak után visszatért Mexikóba, ahol a mexikóvárosi Cruz Azul játékosa lett, és az első szezonban, a 2009-es Aperturában fél év alatt mindjárt 19 gólt lőtt. Itt 2012-ig maradt, majd a szintén fővárosi Pumas, a monterreyi Tigres, végül a Querétaro következett, amellyel a 2015-ös Clausura szezonban bajnoki ezüstérmet is szerzett.